# James Zollar
James Delano Zollar (Kansas City, 24 juli 1959) is een Amerikaanse jazz-trompettist en bugelist.
Zollar speelde in verschillende funk- en jazzgroepen en leidde een eigen kwintet. Hij studeerde improvisatie bij Woody Shaw en speelde in de jaren tachtig vijf jaar lang in het kwintet van Cecil McBee. Hij werkte mee aan enkele bigband-projecten van David Murray en was lid van de bigband van Joe Haider en Bert Joris. Hij speelde bij Sam Rivers (de platen "Inspiration" en "Culmination"), Jürg Morgenthaler en de bigband van Tom Harrell (het album "Time's Mirror"). Ook was hij betrokken bij verschillende projecten van Don Byron. In 1998 verscheen zijn eerste album onder eigen naam, een plaat met Charlie Parker-standards. Verder was hij solist in de Carnegie Hall Centennial Jazz Band onder leiding van Jon Faddis en werkte hij in het Lincoln Center Jazz Orchestra, geleid door Wynton Marsalis. Op het ogenblik speelt hij in onder meer het Duke Ellington Orchestra, het Count Basie Orchestra, groepen van Byron en het sextet van Marty Ehrlich (waarmee hij enkele albums opnam) en werkt hij samen met Latin-pianist Eddie Palmieri. 
Zollar heeft meegespeeld bij plaatopnames van onder meer Paul Brill, Charles Tolliver, Tony Bennett en Billy Bang.

## Discografie (selectie)
als leider:
- Soring With the Bird, Naxos, 1998
- Zollar Systems, JZAZ Records, 2009

Cecil McBee:
- Unspoken, Palmetto Records, 1997

Don Byron:
- Bug Music, Nonesuch, 1996
- Nu Blaxploitation, Blue Note, 1998
- Yopu Are #6: More Music for Six Musicians, Blue Note, 2001

Marty Ehrlich:
- The Long View, Enja Records/Justin Time, 2003
- Line on Love, Palmetto, 2003
- New on the Rail, Palmetto, 2005

- Gemeinsame Normdatei: 135180805
- International Standard Name Identifier: 0000 0000 5475 8619
- Library of Congress Control Number: nr94021975
- MusicBrainz: 45f1a953-7a91-4966-957d-fa47f5cdfe16
- Nationale Bibliotheek van Tsjechië: xx0176344
- Nationale Bibliotheek van Israël: 987007322540205171
- Virtual International Authority File: 7273458
- WorldCat: E39PBJvCWjKBy7ymDRTjhDbPQq